# Europejski Instytut Badań Wirusów Komputerowych
Europejski Instytut Badań Wirusów Komputerowych (EICAR) – został założony w 1991 roku jako organizacja mająca skupiać swe wysiłki nad opracowywaniem i zwiększaniem skuteczności działania oprogramowania antywirusowego. Ostatnio EICAR rozszerzył zakres swojego działania, włączając w to wszelkie typy szkodliwego oprogramowania.

## Plik testowy EICAR
Jednym z pomysłów EICAR było stworzenie wykonywalnego pliku, składającego się jedynie z drukowalnych znaków ASCII, który ma być rozpoznawany przez oprogramowanie antywirusowe jako potencjalnie niebezpieczny. Dzięki temu można testować zainstalowane w komputerze oprogramowanie antywirusowe bez wystawiania systemu operacyjnego na rzeczywiste zagrożenie.
```
X5O!P%@AP[4\PZX54(P^)7CC)7}$EICAR-STANDARD-ANTIVIRUS-TEST-FILE!$H+H*
```

Powyższy ciąg znaków należy zapisać do pliku z rozszerzeniem .com i poddać skanowaniu programem antywirusowym. W przypadku jego prawidłowego działania powinna pojawić się informacja o wykryciu zagrożenia w utworzonym pliku. Również zapisanie pliku do innego formatu, jak .txt, .xml, a także spakowanie do archiwum ZIP również powinno być wykryte przez dowolny program antywirusowy – znaczącym elementem jest ciąg znakowy rozpoznawalny przez wszystkie znane programy antywirusowe.

Sam program jest niegroźny. Powoduje wyświetlenie na ekranie ciągu znaków 
```
EICAR-STANDARD-ANTIVIRUS-TEST-FILE!
```

 po czym zostaje zakończony.